# Nemapogon gliriellus
Nemapogon gliriellus är en fjärilsart som först beskrevs av Lucas Friedrich Julius Dominikus von Heyden 1865.  Nemapogon gliriellus ingår i släktet Nemapogon, och familjen äkta malar. Arten är reproducerande i Sverige.